# Blšany u Loun
Blšany u Loun är en ort i Tjeckien.   Den ligger i distriktet Okres Louny och regionen Ústí nad Labem, i den nordvästra delen av landet, 50 km nordväst om huvudstaden Prag. Blšany u Loun ligger 199 meter över havet och antalet invånare är 216.
Terrängen runt Blšany u Loun är platt västerut, men österut är den kuperad. Runt Blšany u Loun är det ganska glesbefolkat, med 23 invånare per kvadratkilometer. Närmaste större samhälle är Louny, 3,9 km väster om Blšany u Loun. Omgivningarna runt Blšany u Loun är en mosaik av jordbruksmark och naturlig växtlighet.